# Демиц-Тумиц
Демиц-Тумиц (нем. Demitz-Thumitz; в.-луж. Zemicy-Tumicy) — коммуна в Германии, в земле Саксония. Подчиняется административному округу Дрезден. Входит в состав района Баутцен. Население — 2957 человек. Занимает площадь 21,07 км².
Коммуна подразделяется на 9 сельских округов.